# Причепа смугаста

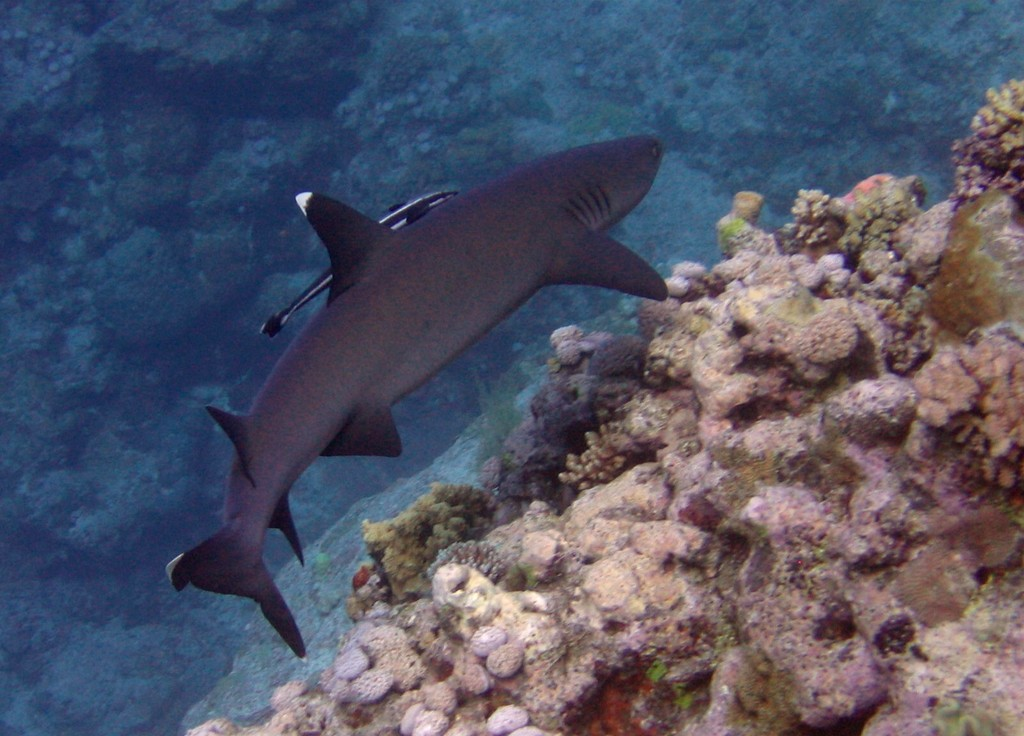
Причепа смугаста на рифовій акулі білоперій (Triaenodon obesus)

Причепа смугаста (Echeneis naucrates) — риба родини Причепові (Echeneidae). Морська рифова субтропічна риба до 110 см довжиною.
Має циркумтропічний ареал, поширені у всіх тропічних морях. Поширена у західній Атлантиці від Нової Скотії (Канада) і Бермуд до Уругваю. У східній Атлантиці біля Мадейри, у Середземному морі. У Чорному морі — випадковий вид, поодиноко відзначався біля берегів Туреччини і Болгарії.